# Andrej Tóth
Andrej Tóth (12. ledna 1890 Iršava – 1972 Michalovce) byl slovenský řeckokatolický kněz rusínské národnosti a československý politik, meziválečný poslanec Národního shromáždění za Republikánskou stranu zemědělského a malorolnického lidu (agrárníky).

## Biografie
Podle údajů k roku 1928 byl profesí řeckokatolickým farářem v Hažíně (okres Michalovce).
Po parlamentních volbách v roce 1925 získal mandát v Národním shromáždění. Mandátu ale nabyl až dodatečně roku 1928 jako náhradník poté, co zemřel poslanec Jozef Žalobin.